# Blond Ambition World Tour
Il Blond Ambition World Tour è stato il terzo tour di concerti della cantautrice statunitense Madonna, a supporto del suo quarto album in studio Like a Prayer (1989) e della sua seconda colonna sonora I'm Breathless (1990).
È considerato da molti critici il tour per eccellenza, per aver rivoluzionato il modo di fare spettacolo nel pop e nel rock. È stato definito da Rolling Stone come uno "spettacolo teatrale" in cui arte, teatro e danza creano un concerto fuori dagli schemi tradizionali, rappresentando dal vivo un lungometraggio elaborato e innovativo, nonché il "miglior tour" del 1990.
La definizione che diede Vincent Paterson, coreografo e coregista, allo spettacolo descrive la sostanza artistica di ciò che è stato portato in giro per il mondo: «L'intenzione di Madonna è di infrangere ogni regola possibile, unendo Broadway, rock, moda e spettacolo in una rappresentazione teatrale, facendo rivivere allo spettatore un vero e proprio video musicale». 
Nel 2017 la rivista statunitense Rolling Stone ha inserito il concerto tra i 50 migliori tour musicali degli ultimi 50 anni.

## Il tour
Il tour mondiale durò circa quattro mesi (partì il 13 aprile in Giappone e si concluse il 5 agosto in Francia) e toccò tre continenti: Asia, Nord America ed Europa. Originariamente fu sponsorizzato dalla Pepsi, e avrebbe dovuto chiamarsi Like A Prayer World Tour, ma quando la Pepsi rescisse il contratto da 3 milioni di dollari a causa della controversia riguardante il video di Like a Prayer, fu la Pioneer a subentrare come sponsor ufficiale del tour ed il nome venne cambiato in Blond Ambition World Tour. Solo per i concerti giapponesi, Madonna fu pagata circa ventotto milioni di dollari.
Diciotto camion e un jet privato 747 trasportarono l'intera attrezzatura tecnica. Tre giganteschi palchi si alternarono nelle città: oltre cento persone e un giorno di lavoro per il montaggio di ogni palco. I provini dei ballerini iniziarono nel gennaio del 1990 e fu la stessa Madonna a presenziare alle ultime audizioni, affiancando così sette danzatori alle due coriste Niky Haris e Donna Delory, con cui aveva già lavorato durante il precedente Who's That Girl Tour nel 1987.
La tournée si è aggiudicata il premio per il "palco più creativo" del 1990 ai Pollstar Concert Industry Awards ed il premio come "miglior lungometraggio video" ai 34° Grammy Awards.

## Sinossi
Lo show è stato diviso in 4 atti: Metropolis, Religious, Dick Tracy, Art Decò, più un Encore.

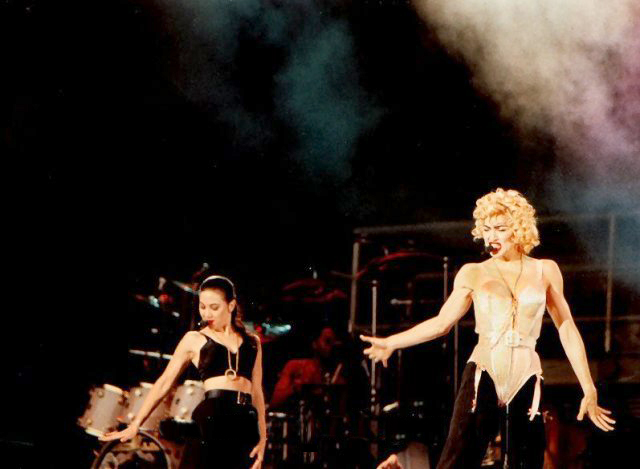
Madonna apre lo show con Express Yourself

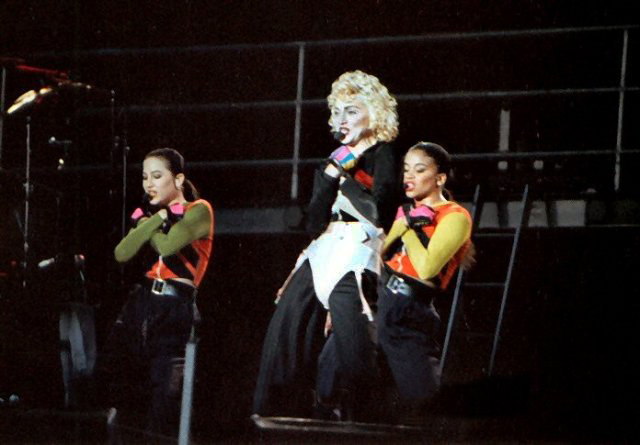
Madonna durante Causing a Commotion

Inizia con un'ambientazione simile ad una fabbrica, ispirata al film Metropolis di Fritz Lang, e mentre i ballerini entrano in scena ballando si può udire un breve frammento campionato di Everybody, usata come intro. Al termine di quest'ultima, Madonna appare sul palco e, dopo aver salutato il pubblico dicendo: Do you believe in love? ‘Cause I’ve got something to say about it, and it goes something like this! (Credete nell’amore? Perché ho qualcosa da dire al riguardo, ed è qualcosa del genere), esegue Express Yourself con un abito simile a quello mostrato nell'omonimo videoclip. In questo atto, la cantante indossa una guêpière rosa con gli iconici seni a punta, firmata Jean Paul Gaultier, con sopra un completo da sera tipicamente maschile: l’effetto è di una sensuale androginia, incrementata dalla tonicità del suo fisico e, nei concerti giapponesi e americani, dalla celeberrima coda di cavallo, ed arricchita dalla coreografia, nella quale Madonna e le due coriste simulano, ciascuna insieme ad un ballerino, un atipico amplesso, nel quale i ruoli sessuali convenzionalmente attribuiti all’uomo e alla donna sono invertiti, in linea col tono femminista del brano. Successivamente le luci diventano più fioche e Madonna esegue Open Your Heart, mentre sta seduta su una sedia, ricreando la scenografia del video musicale, sicuramente più elaborata, insieme ad uno dei ballerini. Chiudono il primo atto Causing a Commotion e Where's the Party, eseguite con una felpa colorata indossata sopra alla guêpière (nelle due tappe italiane, Madonna utilizzò invece una maglia di Roberto Baggio).
Nel secondo atto, il più controverso e memorabile del tour, Madonna ritorna in scena sopra un letto con lenzuola di seta rossa, indossando un corpetto dorato, ed esegue una versione mediorientale di Like a Virgin insieme a due ballerini con dei seni a forma di cono. Verso la fine del brano, la cantante arriva a mimare una masturbazione frenetica, interrotta dalla stessa voce della cantante che dice: “God” (Dio). A questo punto l'ambientazione diventa quella di una cattedrale cattolica e Madonna indossa una tunica nera con un crocifisso eseguendo Like a Prayer con ballerini e coriste che indossano caste tonache monacali nere, rimandando all'abbigliamento ecclesiastico di sacerdoti e suore.

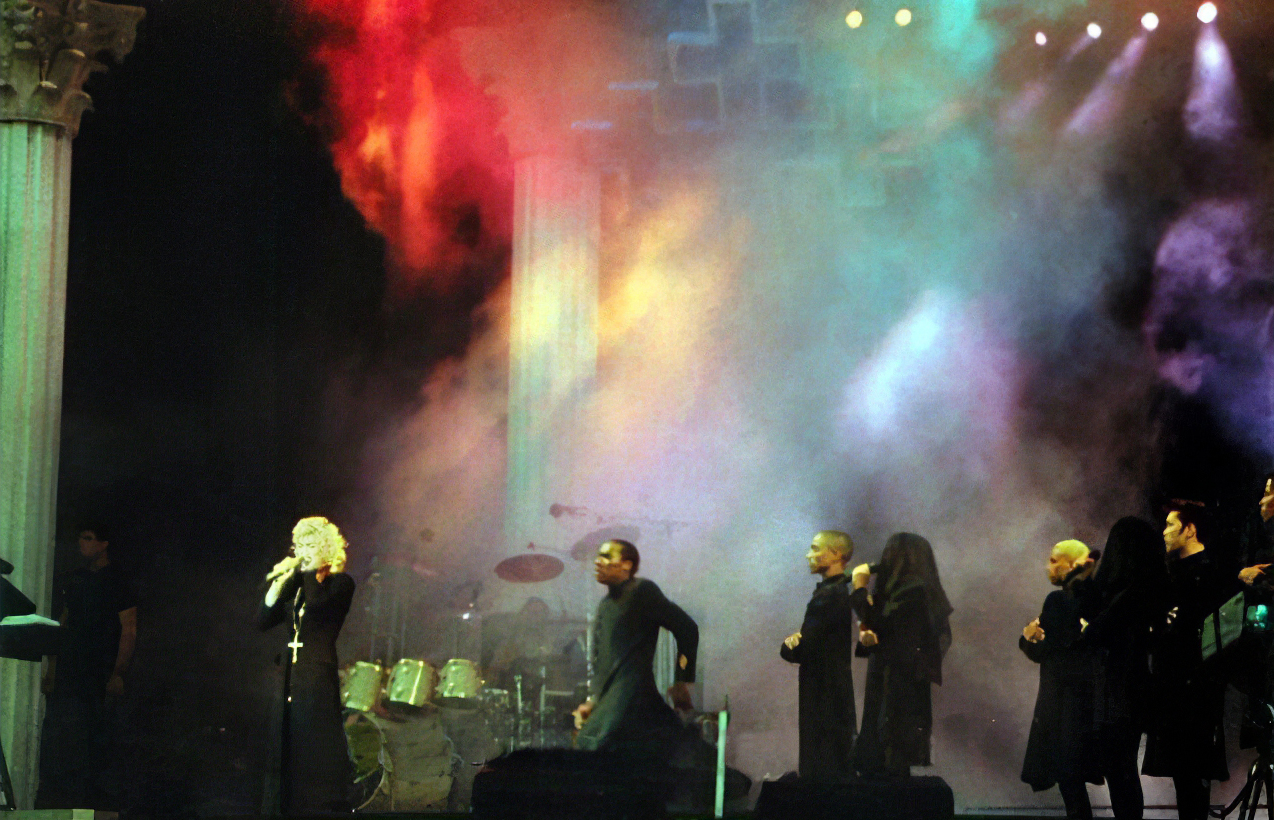
Madonna durante Like a Prayer

 Agli elementi cristiani (colonne, vesti e candele ex voto) si fondo alcuni elementi pagani, incarnati nell’invasamento simulato da Madonna sia all’inizio che alla fine della performance, che rimanda ai riti in onore di Dioniso praticati dalle Baccanti nell’antica Grecia, simbolo di una religione, quella dell’artista, che fonde spirito e corpo, senza che l’uno escluda l’altro: essa si concretizza perfettamente nel brano in questione e nell’intero secondo atto di questo tour, aspramente criticati dai ferventi cattolici proprio per tale mistione tra spiritualità e sessualità, tanto estranea alla cultura cristiana ma naturale nella cultura religiosa pagana. 
Appaiono poi un inginocchiatoio e una vetrata colorata. Viene eseguito così un medley di Live to Tell e Oh Father: l’atmosfera di questa esibizione è molto intima e confessionale, così come i brani eseguiti; in particolare, il secondo è dedicato al padre e a tutte le figure maschili autoritarie nella sua vita, quindi, in senso lato, Dio stesso, la ricerca della fede verso il quale è incarnata dalla coreografia, che vede Madonna ed un ballerino danzare insieme, ad indicare la necessità della donna di trovare la sua fede in crisi. Madonna chiude il secondo atto con Papa Don't Preach, brano che aveva rappresentato la prima grande polemica contro il Vaticano in virtù del presunto “incoraggiamento” alla gravidanza adolescenziale e fuori dal matrimonio, e lascia la scena poco prima della fine della canzone.

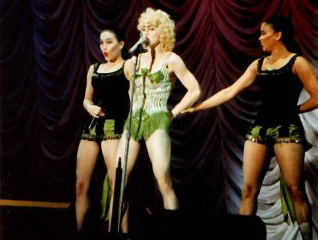
Madonna esegue Hanky Panky

Il terzo atto si ispira al film Dick Tracy. L'ambientazione cambia ancora una volta e Madonna riappare sul palco indossando un lungo soprabito nero ed esegue Sooner or Later. Successivamente si toglie il soprabito, rivelando una guêpière verde, nera e bianca ed esegue Hanky Panky. Al termine del brano, la cantante prende un finto disco in vinile e chiede alla band di metterlo, per poi lasciare il microfono ed eseguire Now I'm Following You in playback. Durante questa canzone uno dei ballerini appare vestito, appunto, come nel film Dick Tracy, con il celebre spolverino giallo, interpretando l'omonimo protagonista del film e affiancando Madonna in una coreografia piuttosto elaborata.
Il quarto atto si ispira alla Hollywood degli anni '30. Madonna torna sul palco indossando un accappatoio rosa e dei bigodini ed esegue Material Girl. In seguito si toglie bigodini e accappatoio, rivelando un baby doll rosa e viola ed esegue Cherish, suonando un'arpa affiancata da tre ballerini vestiti da tritoni. Segue Into the Groove, che contiene un campionamento di Ain't Nobody Better degli Inner City. La cantante lascia la scena, per poi tornare indossando un top nero firmato Jean-Paul Gaultier ed eseguire la sua hit storica: Vogue . 

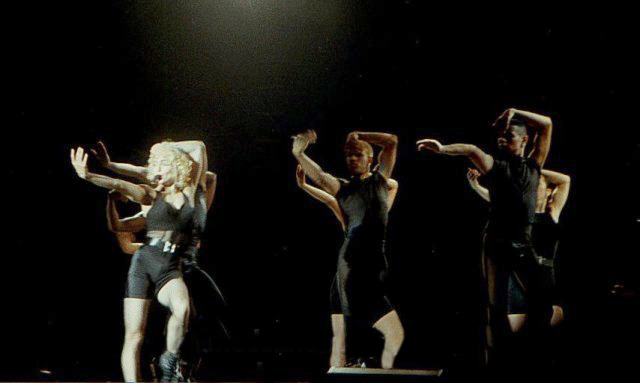
Madonna durante Vogue

Come encore, Madonna esegue Holiday, durante la quale viene ricreata un'atmosfera da party. Il secondo encore prevede invece una versione molto estesa di Keep It Together, dove lei e i ballerini eseguono una coreografia utilizzando delle sedie. L'ambientazione e i costumi previsti per quest'ultimo brano sono ispirati al film Arancia meccanica di Stanley Kubrick.

## Tappe

### Giappone
Il tour parte il 13 aprile da Makuhari, un sobborgo alla periferia di Tokyo, a 30 km dal centro della città. I nove concerti giapponesi furono un successo di pubblico, anche se molti posti a sedere rimasero vuoti, a causa delle incessanti avversità atmosferiche che rovinarono il corretto svolgimento dello show. I nove concerti giapponesi registrarono il tutto esaurito in poche ore dalla prevendita incassando 37 milioni di dollari solo su territorio nipponico. Il regista David Fincher, registrò le tre date di Tokyo, in 35 mm, per un'eventuale pubblicazione in VHS, che però venne accantonata. La seconda data di Yokohama venne trasmessa dalla TV giapponese e poi realizzata commercialmente in formato VHS e Laser Disk da Pioneer, sponsor ufficiale del tour, con il nome di Blond Ambition - Japan Tour 90.

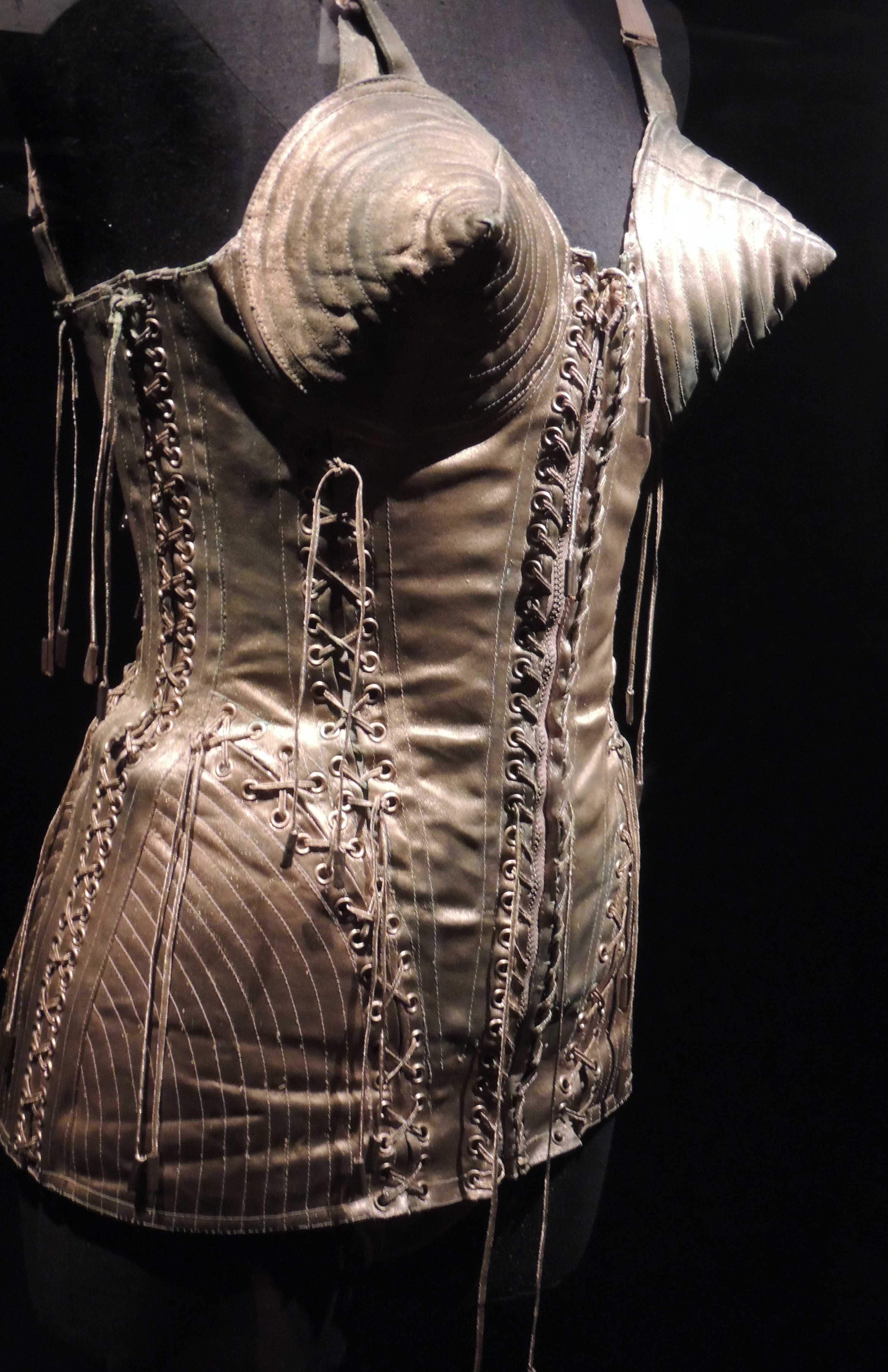
Il corsetto firmato Jean-Paul Gaultier indossato da Madonna nel primo atto dello show

### Nord America

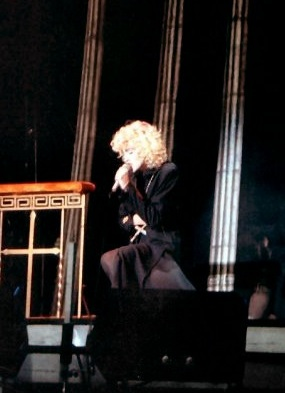
Madonna durante Oh Father

Successivamente, il 4 maggio lo spettacolo debutta a Houston, in Texas, prima data americana, i biglietti venduti da mesi, un notevole successo di pubblico, al punto tale che la TV Americana MTV dedica un intero fine settimana all'evento, Blond Date Weekend, registrando entrambe le date. Attualmente la data del 5 maggio è disponibile in formato DVD, distribuito solo nel mercato tedesco (bootleg, audio pessimo). Il tour nord americano fu un successo di pubblico e di vendite, basta pensare che in solo due ore vennero venduti un totale di 482.832 biglietti, incassando 14.237.000$ (circa 113 milioni di dollari corretto per inflazione).
A Chicago, il 25 maggio, il forte stress vocale provoca a Madonna un'infiammazione talmente grave che l'ultima data venne cancellata. La stessa cosa succederà a Philadelphia, Worcester e East Rutherford. Sempre nella data di Chicago, ha i primi problemi tecnici con il microfono headset. Il microfono non le funziona durante Open your Heart, Causing a Commotion, Where's the Party, Vogue e Keep it Together.

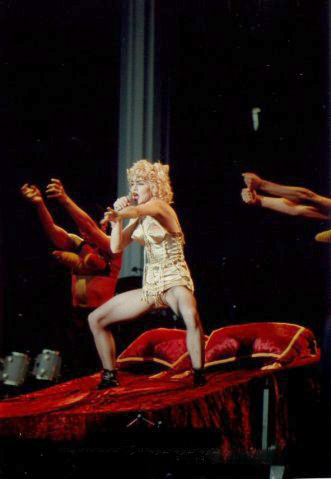
Madonna durante Like a Virgin

il 29 maggio, a Toronto, alla fine della lunga maratona durata tre giorni in Canada, la Polizia locale si presenta prima dell'inizio dello spettacolo, intimando alla cantante di cambiare alcune parti dello spettacolo, in quanto ritenuto "osceno" nei contenuti. Madonna si rifiuta, preferisce cancellare il concerto che cambiarne le impostazioni e, per tutta risposta, calca ancora di più la scena della masturbazione durante lo spettacolo. La Polizia avvisa il Manager, Freddy DeMann, della possibilità dell'arresto della cantante a fine serata. A fine concerto, però, le accuse di "atti osceni in luogo pubblico" vengono ritirate, dopo un'accurata supervisione dello spettacolo da parte delle Giubbe rosse, poiché l'arresto avrebbe sicuramente creato uno scandalo internazionale e pubblicizzato indirettamente lo spettacolo.
Il 25 giugno termina la leg americana a East Rutherford, e una tappa viene cancellata sempre per problemi legati alla laringite. La data finale nel New Jersey, di cui l'incasso venne completamente versato all'amfAR, associazione benefica per la ricerca sull'AIDS, viene dedicata al suo amico Keith Haring, morto l'anno prima di AIDS (una delle date del New Jersey, all'origine doveva essere trasmessa dall'HBO, esiste una registrazione video del 24 giugno, che la stessa TV HBO ha utilizzato per realizzare gli spot pubblicitari del tour).

### Europa

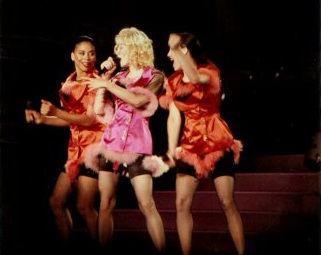
Madonna durante Material Girl

Precedentemente destinata per il 29 giugno, la data di Göteborg in Svezia, al Porto Eriksberg, viene spostata al 30 giugno dopo che la data del 1º luglio a Berlino venne cancellata a causa dei pochi biglietti venduti.
Con la Leg europea del Blond Ambition, Madonna cambia il look sostituendo la famosa coda di cavallo, che le stava provocando un indebolimento dei capelli, con dei boccoli biondi. Durante le date parigine, il regista Alek Keshishian registrò, per intero, in formato 35 mm, i tre concerti per il documentario : A letto con Madonna, il documentario ottenuto, verrà successivamente presentato, nel maggio 1991, al Festival di Cannes. A presenziare a tutte e tre le serate c'è anche Jean Paul Gaultier, amico della cantante, nonché creatore di molti dei costumi utilizzati durante il concerto. Per la realizzazione del concerto lo stilista presentò oltre 1 500 bozzetti, tra tutti spiccavano i famosissimi body con il reggiseno con le coppe a cono. Durante la seconda data parigina si ripresenta il problema tecnico al micronono headset.
Il 9 luglio Madonna arriva in Italia. Da diversi giorni le polemiche per il suo show si fecero pressanti sull'organizzatore, David Zard, affinché le date italiane venissero cancellate a causa dei contenuti dichiarati pornografici, da parte di alcune associazioni cattoliche molto vicine alla Santa Sede. La pubblicità negativa e la messa in vendita dei biglietti a sole 3 settimane dal primo concerto italiano, non aiutano le vendite dei biglietti (si parla di circa 60 000 biglietti venduti complessivamente per le date di Roma e Torino). Considerato che erano state previste due date a Roma in uno stadio la cui capienza era di 25 000 posti, e una data a Torino in uno stadio da 70 000 posti, i biglietti disponibili sarebbero stati circa 120 000, contro i 60 000 venduti realmente. All'arrivo all'aeroporto di Ciampino, Madonna e Pat Leonard ebbero l'idea di indire una conferenza stampa per spingere la vendita dei biglietti. Madonna disse ai giornalisti riuniti, di essere orgogliosa di essere italoamericana e di essere cresciuta in un Paese "che crede nella libertà di parola e di espressione artistica". Disse che il suo show era una rappresentazione teatrale che conduceva il pubblico in "un viaggio emozionale...e sta al pubblico giudicare". Le polemiche, però, non si fermano, la seconda data di Roma venne cancellata, mentre la quarta data non venne più presa in considerazione dall'organizzazione David Zard (ufficialmente il tour doveva finire in Italia, a Verona o Firenze).
Passata la bufera italiana il tour approda in Germania Ovest: precedentemente la data di Berlino era stata cancellata, mentre quella di Colonia spostata a Dortmund anche qui a causa dei pochi biglietti venduti. A Londra, la seconda data viene trasmessa in diretta da BBC Radio 1, che chiese alla cantante un'autocensura durante lo show riguardo alla pronuncia di certi vocaboli: per tutto punto, la parola "f**k", venne pronunciata ben 27 volte durante il concerto.

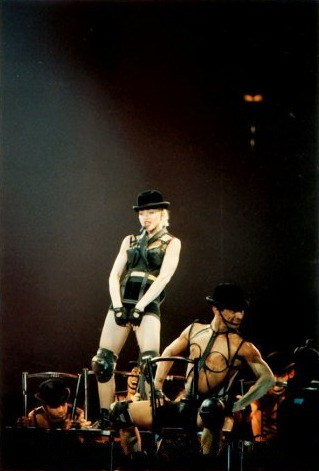
Madonna chiude lo show con l'esecuzione di Keep It Together

Il 25 luglio arriva per la prima volta in Spagna. All'aeroporto scene di isterismo creano trambusto all'arrivo di Madonna e dello staff. Lo spettacolo di Madrid doveva essere replicato il 28 luglio, ma venne spostato a Vigo, nel nord della Spagna, a causa del mancata concessione dello stadio, per la seconda data, da parte dell'associazione calcistica, nonché proprietaria del Vicente Calderón. Il successo di pubblico, in Italia guadagnato nel precedente tour del 1987, porta alla scelta della diretta TV da parte dell'azienda italiana Sacis e della Rai, che trasmette il concerto in diretta il 1º agosto 1990, in mondovisione da Barcellona, su Rai Uno, con un'audience di oltre 4 milioni di telespettatori solo sul territorio italiano, per la cifra esorbitante di tre miliardi di lire.
Il termine del tour, come già detto, doveva essere l'Italia, ma la pubblicità negativa e la troppa vicinanza ai mondiali di calcio Italia '90 (terminarono proprio due giorni prima del concerto romano), ne causò lo spostamento in un'altra città europea. La data di Nizza doveva essere preceduta da Basilea, in Svizzera, ma per problemi riguardanti gli sponsor e il luogo in cui doveva essere svolto l'evento, non venne mai realizzata.
L'ultima data, registrata dalla Costa Azzurra, venne trasmessa dalla televisione americana via cavo HBO, per il solo mercato statunitense, riscuotendo un enorme successo di pubblico con oltre venti milioni di telespettatori, diventando lo speciale televisivo più seguito nella storia della HBO. Nel novembre dello stesso anno la Pioneer, sponsor ufficiale del tour, pubblicò il concerto di Nizza in formato Laserdisc, con il titolo Live! - Blond Ambition World Tour 90. Nel maggio del 1991, viene presentato il documentario Truth or Dare registrato durante il tour dal regista Alek Keshishian (in origine David Fincher, che abbandonò prima dell'inizio); documentario che racconta il backstage del Blond Ambition Tour, con oltre 250 ore di pellicola, in Italia uscì con il titolo A letto con Madonna.

## Scaletta
I atto - Metropolis
1. Express Yourself (contiene elementi di Everybody)
2. Open Your Heart
3. Causing a Commotion
4. Where's the Party

II atto - Religious
1. Like a Virgin
2. Like a Prayer (contiene elementi di Act of Contrition)
3. Live to Tell / Oh Father
4. Papa Don't Preach

III atto - Dick Tracy
1. Sooner or Later
2. Hanky Panky
3. Now I'm Following You

IV atto - Art Deco
1. Material Girl
2. Cherish
3. Into the Groove (contiene elementi di Ain't Nobody Better degli Inner City)
4. Vogue

V atto - Encore
1. Holiday (contiene elementi di Do The Bus Stop)
2. Keep It Together (contiene elementi di Family Affair)

## Artisti d'apertura
La seguente lista rappresenta il numero correlato agli artisti d'apertura nella tabella delle date del tour.
- Technotronic = 1

## Date
| Data           | Città             | Stato          | Luogo                                 | Artisti d'apertura | Biglietti venduti / Biglietti disponibili | Incasso    |
| Asia           | Asia              | Asia           | Asia                                  | Asia               | Asia                                      | Asia       |
| -------------- | ----------------- | -------------- | ------------------------------------- | ------------------ | ----------------------------------------- | ---------- |
| 13 aprile 1990 | Chiba             | Giappone       | Chiba Marine Stadium                  | 1                  | N.D.                                      | N.D.       |
| 14 aprile 1990 | Chiba             | Giappone       | Chiba Marine Stadium                  | 1                  | N.D.                                      | N.D.       |
| 15 aprile 1990 | Chiba             | Giappone       | Chiba Marine Stadium                  | 1                  | N.D.                                      | N.D.       |
| 20 aprile 1990 | Nishinomiya       | Giappone       | Hankyu Nishinomiya Stadium            | 1                  | N.D.                                      | N.D.       |
| 21 aprile 1990 | Nishinomiya       | Giappone       | Hankyu Nishinomiya Stadium            | 1                  | N.D.                                      | N.D.       |
| 22 aprile 1990 | Nishinomiya       | Giappone       | Hankyu Nishinomiya Stadium            | 1                  | N.D.                                      | N.D.       |
| 25 aprile 1990 | Yokohama          | Giappone       | Yokohama Stadium                      | 1                  | N.D.                                      | N.D.       |
| 26 aprile 1990 | Yokohama          | Giappone       | Yokohama Stadium                      | 1                  | N.D.                                      | N.D.       |
| 27 aprile 1990 | Yokohama          | Giappone       | Yokohama Stadium                      | 1                  | N.D.                                      | N.D.       |
| Nord America   |                   |                |                                       |                    |                                           |            |
| 4 maggio 1990  | Houston           | Stati Uniti    | The Summit                            | 1                  | 31.427 / 31.427                           | $881.245   |
| 5 maggio 1990  | Houston           | Stati Uniti    | The Summit                            | 1                  | 31.427 / 31.427                           | $881.245   |
| 7 maggio 1990  | Dallas            | Stati Uniti    | Reunion Arena                         | 1                  | 29.503 / 29.503                           | $820.914   |
| 8 maggio 1990  | Dallas            | Stati Uniti    | Reunion Arena                         | 1                  | 29.503 / 29.503                           | $820.914   |
| 11 maggio 1990 | Los Angeles       | Stati Uniti    | Los Angeles Memorial Sports Arena     | 1                  | 77.217 / 77.217                           | $2.242.110 |
| 12 maggio 1990 | Los Angeles       | Stati Uniti    | Los Angeles Memorial Sports Arena     | 1                  | 77.217 / 77.217                           | $2.242.110 |
| 13 maggio 1990 | Los Angeles       | Stati Uniti    | Los Angeles Memorial Sports Arena     | 1                  | 77.217 / 77.217                           | $2.242.110 |
| 15 maggio 1990 | Los Angeles       | Stati Uniti    | Los Angeles Memorial Sports Arena     | 1                  | 77.217 / 77.217                           | $2.242.110 |
| 16 maggio 1990 | Los Angeles       | Stati Uniti    | Los Angeles Memorial Sports Arena     | 1                  | 77.217 / 77.217                           | $2.242.110 |
| 18 maggio 1990 | Oakland           | Stati Uniti    | Oakland-Alameda County Coliseum Arena | 1                  | 42.608 / 42.608                           | $1.278.245 |
| 19 maggio 1990 | Oakland           | Stati Uniti    | Oakland-Alameda County Coliseum Arena | 1                  | 42.608 / 42.608                           | $1.278.245 |
| 20 maggio 1990 | Oakland           | Stati Uniti    | Oakland-Alameda County Coliseum Arena | 1                  | 42.608 / 42.608                           | $1.278.245 |
| 23 maggio 1990 | Chicago           | Stati Uniti    | Rosemont Horizon                      | 1                  | 33.954 / 33.954                           | $955.181   |
| 24 maggio 1990 | Chicago           | Stati Uniti    | Rosemont Horizon                      | 1                  | 33.954 / 33.954                           | $955.181   |
| 27 maggio 1990 | Toronto           | Canada         | SkyDome                               | 1                  | 80.251 / 80.251                           | $2.146.733 |
| 28 maggio 1990 | Toronto           | Canada         | SkyDome                               | 1                  | 80.251 / 80.251                           | $2.146.733 |
| 29 maggio 1990 | Toronto           | Canada         | SkyDome                               | 1                  | 80.251 / 80.251                           | $2.146.733 |
| 31 maggio 1990 | Auburn Hills      | Stati Uniti    | The Palace of Auburn Hills            | 1                  | 40.662 / 40.662                           | $1.199.529 |
| 1º giugno 1990 | Auburn Hills      | Stati Uniti    | The Palace of Auburn Hills            | 1                  | 40.662 / 40.662                           | $1.199.529 |
| 4 giugno 1990  | Worcester         | Stati Uniti    | The Centrum                           | 1                  | 28.000 / 28.000                           | $928.193   |
| 5 giugno 1990  | Worcester         | Stati Uniti    | The Centrum                           | 1                  | 28.000 / 28.000                           | $928.193   |
| 8 giugno 1990  | Landover          | Stati Uniti    | Capital Centre                        | 1                  | 32.295 / 32.295                           | $881.245   |
| 9 giugno 1990  | Landover          | Stati Uniti    | Capital Centre                        | 1                  | 32.295 / 32.295                           | $881.245   |
| 11 giugno 1990 | Uniondale         | Stati Uniti    | Nassau Coliseum                       | 1                  | 51.000 / 51.000                           | $1.530.000 |
| 12 giugno 1990 | Uniondale         | Stati Uniti    | Nassau Coliseum                       | 1                  | 51.000 / 51.000                           | $1.530.000 |
| 13 giugno 1990 | Uniondale         | Stati Uniti    | Nassau Coliseum                       | 1                  | 51.000 / 51.000                           | $1.530.000 |
| 16 giugno 1990 | Filadelfia        | Stati Uniti    | The Spectrum                          | 1                  | 34.821 / 34.821                           | $976.666   |
| 17 giugno 1990 | Filadelfia        | Stati Uniti    | The Spectrum                          | 1                  | 34.821 / 34.821                           | $976.666   |
| 20 giugno 1990 | East Rutherford   | Stati Uniti    | Brendan Byrne Arena                   | 1                  | 75.000 / 75.000                           | $2.250.000 |
| 21 giugno 1990 | East Rutherford   | Stati Uniti    | Brendan Byrne Arena                   | 1                  | 75.000 / 75.000                           | $2.250.000 |
| 24 giugno 1990 | East Rutherford   | Stati Uniti    | Brendan Byrne Arena                   | 1                  | 75.000 / 75.000                           | $2.250.000 |
| 25 giugno 1990 | East Rutherford   | Stati Uniti    | Brendan Byrne Arena                   | 1                  | 75.000 / 75.000                           | $2.250.000 |
| Europa         |                   |                |                                       |                    |                                           |            |
| 30 giugno 1990 | Göteborg          | Svezia         | Porto Eriksberg                       | 1                  | N.D.                                      | N.D.       |
| 3 luglio 1990  | Parigi            | Francia        | Palazzo dello Sport di Parigi-Bercy   | 1                  | N.D.                                      | N.D.       |
| 4 luglio 1990  | Parigi            | Francia        | Palazzo dello Sport di Parigi-Bercy   | 1                  | N.D.                                      | N.D.       |
| 6 luglio 1990  | Parigi            | Francia        | Palazzo dello Sport di Parigi-Bercy   | 1                  | N.D.                                      | N.D.       |
| 10 luglio 1990 | Roma              | Italia         | Stadio Flaminio                       | 1                  | N.D.                                      | N.D.       |
| 13 luglio 1990 | Torino            | Italia         | Stadio delle Alpi                     | 1                  | N.D.                                      | N.D.       |
| 15 luglio 1990 | Monaco di Baviera | Germania Ovest | Olympia-Reitstadion Riem              | 1                  | N.D.                                      | N.D.       |
| 17 luglio 1990 | Dortmund          | Germania Ovest | Westfalenhallen                       | 1                  | N.D.                                      | N.D.       |
| 20 luglio 1990 | Londra            | Regno Unito    | Stadio di Wembley                     | 1                  | 225.000 / 225.000                         | $2.578.625 |
| 21 luglio 1990 | Londra            | Regno Unito    | Stadio di Wembley                     | 1                  | 225.000 / 225.000                         | $2.578.625 |
| 22 luglio 1990 | Londra            | Regno Unito    | Stadio di Wembley                     | 1                  | 225.000 / 225.000                         | $2.578.625 |
| 24 luglio 1990 | Rotterdam         | Paesi Bassi    | Stadion Feijenoord                    | 1                  | N.D.                                      | N.D.       |
| 27 luglio 1990 | Madrid            | Spagna         | Stadio Vicente Calderón               | 1                  | N.D.                                      | N.D.       |
| 29 luglio 1990 | Vigo              | Spagna         | Stadio municipale di Balaídos         | 1                  | N.D.                                      | N.D.       |
| 1º agosto 1990 | Barcellona        | Spagna         | Stadio olimpico Lluís Companys        | 1                  | N.D.                                      | N.D.       |
| 5 agosto 1990  | Nizza             | Francia        | Stadio Charles Ehrmann                | 1                  | N.D.                                      | N.D.       |
| Totale         | Totale            | Totale         | Totale                                | Totale             | N.D.                                      | N.D.       |

### Cancellazioni
| Data           | Città           | Stato          | Luogo                      | Causa                   |
| Nord America   | Nord America    | Nord America   | Nord America               | Nord America            |
| -------------- | --------------- | -------------- | -------------------------- | ----------------------- |
| 25 maggio 1990 | Chicago         | Stati Uniti    | Rosemont Horizon           | Laringite dell’artista  |
| 6 giugno 1990  | Worcester       | Stati Uniti    | The Centrum                | Laringite dell’artista  |
| 15 giugno 1990 | Filadelfia      | Stati Uniti    | The Spectrum               | Laringite dell’artista  |
| 22 giugno 1990 | East Rutherford | Stati Uniti    | Brendan Byrne Arena        | Laringite dell’artista  |
| Europa         |                 |                |                            |                         |
| 1º luglio 1990 | Berlino         | Germania Ovest | Stadio olimpico di Berlino | Pochi biglietti venduti |
| 11 luglio 1990 | Roma            | Italia         | Stadio Flaminio            | Pochi biglietti venduti |

## Registrazioni
| Data                      | Città    | Stato    | Luogo                                | Titolo                         | Pubblicazione    | Tipo         |
| ------------------------- | -------- | -------- | ------------------------------------ | ------------------------------ | ---------------- | ------------ |
| 26 aprile 1990            | Yokohama | Giappone | Yokohama Stadium                     | Blond Ambition - Japan Tour 90 | 25 luglio 1990   | Album live   |
| 5 agosto 1990             | Nizza    | Francia  | Stade Charles-Ehrmann                | Blond Ambition World Tour Live | 13 dicembre 1990 | Album live   |
| Aprile 1990 - agosto 1990 | Mondo    | Mondo    | Luoghi del Blond Ambition World Tour | A letto con Madonna            | 10 maggio 1991   | Documentario |

## Personale
- Regia: Madonna
- Coreografo e assistente-regia: Vincent Paterson
- Direttore Artistico: Christopher Ciccone
- Manager: Freddy DeMann
- Musical Director: Jai Winding
- Stage manager: Tom Hudak
- Costumi: Jean-Paul Gaultier
- Costumi addizionali: Marlene Stewart
- Tastiere: Kevin Kendricks, Jai Winding
- Tastiere aggiuntive: Mike McKnight
- Batteria: Jonathan B. Moffet
- Basso: Darryl Jones
- Chitarra: David Williams, Carlos Rìos
- Percussioni: Luis Conte
- Coriste: Donna De Lory, Niki Harris
- Ballerini: Luis Camacho, Oliver Crumes, Slam, Jose Gutierez, Kevin A. Stea, Gabriel Trupin, Carlton Wilborn

- Tour Manager: John Draper
- Production Manager: Chris Lamb, GLS Productions
- Scenografia: John McGraw
- Luci: Peter Morse
- Assistente di Madonna: Melissa Crow
- Guardaroba: Christopher Ciccone
- Assistente guardaroba: Rob Saduski, Ron Seraile, Missy Coggiola
- Trucco: Joanne Grier
- Madonna personal trainer: Robert Parr
- Pubblicità: Liz Rosenberg
- Sicurezza: Clay Tave
- Telecamere: Keith Caroll, Nyle Wood, Tom Ford, Mike Morrhead
- Suono: Clair Bros. Audio
- Produzione luci: Morpheus
- Tourbook Design: John Coulter, John Coulter Design Inc.
- Fotografi: Herb Ritts, Alberto Tolot, Lorraine Day

## I numeri
114 giorni di durata del tour (dal 13 aprile al 5 agosto 1990)
57 rappresentazioni dello spettacolo
27 città toccate dal tour in 3 continenti (Nord America e Canada, Asia, Europa)
6 show cancellati
110 minuti di durata dello show
18 brani eseguiti durante lo show
2 coriste e 7 ballerini sul palco insieme a Madonna